# Matriz (Horta)
Matriz (Horta) is een plaats (freguesia) in de Portugese gemeente Horta en telt 2523 inwoners (2001).